# Любовні елегії
Любовні елегії (лат. Amores) — збірка елегій латинського поета Овідія, написана елегійними дистихами між 25 і 23 роками до н.е. і опублікована у п'яти книгах у 14 або 15 році до н.е., а потім перевидана у трьох книгах у 4 році до н.е.

## Тема
За винятком опису бенкетів у Фалерії (III, 13), "підпису" (III, 15) та елегії на смерть Тібулла (III, 9), збірка розповідає історію кохання поета до Коринни.  За власним визнанням Овідія, Корінна - це псевдонім. Вона також могла бути синтетичним персонажем (як Елен, Марі чи Кассандра у Ронсара).

## Зміст
Книга І
- Елегія 1: Коли Овідій готувався до написання епопеї, Амур видаляє стопу з епічного вірша (гекзаметр, таким чином, стає п'ятистопним); поет протестує, що не може писати любовну лірику; тоді Амур пронизує його стрілою: у коханні у нього немає вибору.
- Елегія 2: Поет розпізнає у своєму фізичному дискомфорті симптом кохання.
- Елегія 3: Благання коханої дівчини дозволити себе любити; поет оспівує її скромне походження та чесноти.
- Елегія 4: Поет готується до можливої трапези, на яку будуть запрошені разом він, Корінна і чоловік дівчини. Він уявляє, як його коханка могла б обдурити стеження чоловіка, але благає її, якщо вона буде змушена повернутися вночі з чоловіком, відмовити йому.
- Елегія 5: Еротична сієста з Корінною (названа вперше). Опис молодої жінки.
- Елегія 6: Скарги на швейцара, який тримає двері коханої зачиненими.
- Елегія 7: Каяття поета, який насмілився підняти руку на кохану.
- Елегія 8: Порада старої жінки Діпси відвернути дівчину від поета, який занадто бідний, та Овідієве оспівування Діпси.
- Елегія 9: Militat omnis amans. Овідій порівнює коханця з воїном.
- Елегія 10: Овідій милується своєю коханою, як прекрасними героїнями давнини; він оговтався від своєї помилки, бо тепер вона втратила свою відвертість і простоту і хоче, щоб за неї платили, як за повію.
- Елегія 11: Він просить Напе, перукаря дівчини, дати йому скрижалі, щоб дізнатися, коли він зможе її побачити.
- Елегія 12: Скрижалі повернулися з негативною відповіддю.
- Елегія 13: Молитва до Світанку, щоб день не настав, поки він в обіймах коханої.
- Елегія 14: Поет докоряє коханій за те, що вона зіпсувала волосся фарбами та праскою.
- Елегія 15: "кусюча Заздрість" докоряє Овідія за те, що він не обрав почесної кар'єри, але він знає, що виживе завдяки своїй поезії.

Книга II
- Елегія 1: Презентація книги II.
- Елегія 2: До Баґоаса, якому доручено охороняти свою коханку. Спроба переконати його послабити пильність.
- Елегія 3: Відмова Багоаса.
- Елегія 4: Зізнання Овідія про те, що його спокушає в жінках.
- Елегія 5: Зрада Коринни, яку він побачив цілуючоюся з іншим. Він докоряє їй, вона червоніє і настільки прекрасна, що він прощає її. Але її поцілунки здаються йому надто вивченими: вона могла навчитися так добре цілуватися лише в обіймах іншого чоловіка.
- Елегія 6: Про смерть папуги Корінни
- Елегія 7: Ревнощі Корін, яка підозрює коханого в тому, що він зраджує їй з Кіпасісом, її перукарем.
- Елегія 8: Кіпассіс, з якою у нього були добрі стосунки, зрадила свою коханку, почервонівши перед нею. Вона хоче розірвати стосунки з поетом, але той погрожує розкрити все у свою чергу.
- Елегія 9: Поет скаржиться, що він завжди є жертвою Амура, але не хотів би жити без кохання.
- Елегія 10: Овідій зізнається, що кохає двох жінок одночасно; це болісна доля, але краще, ніж життя без кохання. Він бажає померти під час кохання.
- Елегія 11: Незважаючи на благання та поради Овідія, Корінна вирушає в подорож через море.  Він бажає їй щасливої подорожі і швидкого повернення.
- Елегія 12: Тріумфальна частина: Корінна належить йому. Цей тріумф є найвищим тріумфом, бо він досягнутий без кровопролиття.
- Елегія 13: Корінна, вагітна дитиною Овідія, намагається зробити аборт і їй загрожує смерть. Овідій стурбований і благає Ісіду врятувати її.
- Елегія 14: Новий докір про те, що аборт є злочином. Тим не менш, він просить про поблажливість для Коринни.
- Елегія 15: Овідій пропонує Корінні перстень, а потім поринає в еротичну мрію, в якій ототожнює себе з перснем.
- Елегія 16: перебування Овідія в Сульмоні (цікавий опис місцевості), але він шкодує за відсутністю Корінні.
- Елегія 17: Овідій скаржиться на презирство Коринни до нього через її красу.
- Елегія 18: Елегія, звернена до Мацера. Овідій розповідає йому, як після спокуси до трагедії він був відвернутий чарами своєї коханки (див. першу елегію Книги І).  Але він нагадує своєму другові, що й сам іноді співає про кохання.
- Елегія 19: Овідій докоряє чоловікові Коринни за те, що він недостатньо пильнує свою дружину. Адже саме заборонене розпалює пристрасть, а труднощі стимулюють кохання. Quod sequitur, fugio; quod fugit, ipse sequor.

Книга III
- Елегія 1: Елегія і Трагедія (персоніфіковані) розмовляють з Овідієм. Кожен відстоює свою правоту.  Овідій просто просить закінчити свою роботу.
- Елегія 2: Цирк - ідеальне місце полювання для спокусника (див. "Мистецтво кохання")
- Елегія 3: Боги дозволяють жінкам зраджувати присягу, не відбираючи їхньої краси, бо вони, безсумнівно, самі підкорені своєю красою.
- Елегія 4: Вибачення за перелюб, спрямоване на чоловіка, який приставляє до дружини охоронця. Непотрібна турбота: єдина справжня вірність - це вільна згода на неї. Присутність охоронця лише збуджує коханця. Нерозумний той, хто ображається на зраду дружини.
- Елегія 5: Овідій бачить передчуття зради своєї коханки.
- Елегія 6: Овідій бореться з річкою, яка заважає йому з'єднатися з коханкою. Згадка про річки, які, однак, не були несприятливими для кохання.
- Елегія 7: Тимчасове безсилля Овідія, незважаючи на його попередні подвиги, а також на чуттєву красу дівчини та її зусилля, її чуттєву красу.
- Елегія 8: критика жадібності суспільства, яке віддає перевагу золоту, а не таланту. Його коханка віддала перевагу багатому солдату перед Овідієм. Оспівування Золотого віку.
- Елегія 9: На смерть Тібулла. Смерть оскверняє все. Згадка про похорон Тібулла в присутності Делії та Немезиди (двох оспіваних ним жінок). Побажання, щоб Тібулл спочивав на Єлисейських полях.
- Елегія 10: Священні свята Церери. Вони пов'язані з періодом цнотливості, про який Овідій шкодує. Історія про Цереру та Ясія: богиня також віддавала перевагу коханню, а не скромності.
- Елегія 11: Овідій втомився від зрад своєї коханки. Проте покинути її йому не вдається. Він не може жити ні без неї, ні з нею.
- Елегія 12: Овідій страждає від зрад Коринни.  Її вірші зробили її відомою, і саме через них вона продає себе іншим.
- Елегія 13: Овідій вперше говорить про другу дружину і розповідає про їхню подорож до країни фалісків, звідки вона родом.  Опис свят Юнони.
- Елегія 14: Овідій не вимагає, щоб його коханка була цнотливою, але принаймні стриманою: щоб вона подбала про те, щоб він не знав про її нещастя.
- Елегія 15: На завершення.  Овідій закінчив свої любовні вірші, які стануть славою країни Пелінія.  Він прощається з елегією і звертається до більш благородних тем натхнення.